# Geoffrey K. Pullum
Pour les articles homonymes, voir Pullum.
 (juin 2025).
La mise en forme du texte ne suit pas les recommandations de Wikipédia : il faut le « wikifier ».
Les points d'amélioration suivants sont les cas les plus fréquents. Le détail des points à revoir est peut-être précisé sur la page de discussion.
- Les titres sont pré-formatés par le logiciel. Ils ne sont ni en capitales, ni en gras.
- Le texte ne doit pas être écrit en capitales (les noms de famille non plus), ni en gras, ni en italique, ni en « petit »…
- Le gras n'est utilisé que pour surligner le titre de l'article dans l'introduction, une seule fois.
- L'italique est rarement utilisé : mots en langue étrangère, titres d'œuvres, noms de bateaux, etc.
- Les citations ne sont pas en italique mais en corps de texte normal. Elles sont entourées par des guillemets français : « et ».
- Les listes à puces sont à éviter, des paragraphes rédigés étant largement préférés. Les tableaux sont à réserver à la présentation de données structurées (résultats, etc.).
- Les appels de note de bas de page (petits chiffres en exposant, introduits par l'outil «  Source ») sont à placer entre la fin de phrase et le point final[comme ça].
- Les liens internes (vers d'autres articles de Wikipédia) sont à choisir avec parcimonie. Créez des liens vers des articles approfondissant le sujet. Les termes génériques sans rapport avec le sujet sont à éviter, ainsi que les répétitions de liens vers un même terme.
- Les liens externes sont à placer uniquement dans une section « Liens externes », à la fin de l'article. Ces liens sont à choisir avec parcimonie suivant les règles définies. Si un lien sert de source à l'article, son insertion dans le texte est à faire par les notes de bas de page.
- La présentation des références doit suivre les conventions bibliographiques. Il est recommandé d'utiliser les modèles {{Ouvrage}}, {{Chapitre}}, {{Article}}, {{Lien web}} et/ou {{Bibliographie}}. Le mode d'édition visuel peut mettre en forme automatiquement les références.
- Insérer une infobox (cadre d'informations à droite) n'est pas obligatoire pour parachever la mise en page.

Pour une aide détaillée, merci de consulter Aide:Wikification.
Si vous pensez que ces points ont été résolus, vous pouvez retirer ce bandeau et améliorer la mise en forme d'un autre article.
Geoffrey Keith Pullum, né le 8 mars 1945, est un linguiste britannique et américain, spécialiste de l'étude de l'anglais. Il a publié plus de 300 articles et ouvrages portant sur divers domaines de la linguistique, notamment la phonologie, la morphologie, la sémantique, la pragmatique, la linguistique informatique et la philosophie du langage. Il est professeur émérite de linguistique générale à l'Université d'Édimbourg.
Pullum est notamment le coauteur de The Cambridge Grammar of the English Language (en), une grammaire descriptive référente de l'anglais. Il est également cofondateur du blog Language Log et collaborateur régulier à la rubrique Lingua Franca du The Chronicle of Higher Education (en), où il critique régulièrement les règles prescriptives et les mythes linguistiques.

## Jeunesse
Geoffrey K. Pullum naît à Irvine, dans le North Ayrshire, en Écosse, le 8 mars 1945. Il déménage peu après avec sa famille à West Wickham, en Angleterre.

## Carrière musicale
Pullum quitte l'école secondaire à l'âge de seize ans pour entamer une carrière musicale. Il tourne en Allemagne en tant que pianiste avec le groupe de rock and roll Sonny Stewart and the Dynamos. De retour en Angleterre un an et demi plus tard, il cofonde un groupe de soul avec Pete Gage, qui deviendra Geno Washington & the Ram Jam Band (en) à l'arrivée du chanteur Geno Washington (en).
Le groupe connaît un vif succès commercial dans les années 1960, avec deux albums live parmi les meilleures ventes au Royaume-Uni. Leur album le plus célèbre, Hand Clappin, Foot Stompin, Funky-Butt ... Live !, reste 38 semaines dans le UK Albums Chart, atteignant la 5ᵉ place. Un second album, Hipster Flipsters Finger Poppin' Daddies, atteint la 8ᵉ position. Parmi leurs singles figurent "Water", "Hi Hi Hazel", "Que Sera Sera" et "Michael (the Lover)".

## Formation universitaire
Après la dissolution du groupe, Pullum entame des études à l'Université d'York en 1968, où il obtient un Bachelor of Arts avec mention très bien en 1972. Il poursuit ensuite un doctorat en linguistique à l'University College de Londres, qu'il obtient en 1976 sous la direction de Neil Smith.

## Carrière universitaire
Dans les années 1970, Pullum collabore avec le linguiste Desmond C. Derbyshire (en), dont il supervise la thèse doctorale, pour démontrer l'existence de langues à ordre initial d'objet.
En 1980, il quitte le Royaume-Uni pour enseigner aux États-Unis, où il occupe des postes à l'Université de Washington et à l'Université Stanford. Il contribue ensuite au développement de la grammaire généralisée de la structure phrastique (en).
Il rejoint en 1981 l'Université de Californie à Santa Cruz, où il travaille jusqu'en 2007. Il y occupe notamment le poste de doyen des études supérieures et de la recherche de 1987 à 1993. Durant cette période, il publie avec Arnold Zwicky (en) un article affirmant que n't constitue un morphème d'inflexion négative à part entière, plutôt qu'une simple contraction de not.
En 2007, Pullum rejoint l'École de philosopie, Psychology et des Sciences du Langage de l'Université d'Édimbourg (en), où il est nommé professeur de linguistique générale. Il devient professeur émérite en 2020.
Il est élu membre de l'American Academy of Arts and Sciences en 2003, de la British Academy en 2009 et de l'Academia Europaea en 2019.

## Opinions

### Théorie linguistique
Pullum remet en question l'idée, courante en linguistique, selon laquelle les langues peuvent être définies comme des objets scientifiques au sens strict. Il estime que la notion de "langue" demeure fondamentalement vague et contextuelle, au même titre que celle de "culture" ou de "ville". Selon lui, une langue humaine correspond à une manière caractéristique de structurer des expressions au sein d'une communauté linguistique, mais il n'existe pas d'objet scientifique tangible tel que "le japonais".
Il soutient également que nous ne savons pas, et ne pouvons pas savoir, si les langues humaines contiennent un ensemble fini de phrases. Il plaide pour une approche basée sur la théorie des modèles, axée sur les relations entre structures et interprétations, plutôt que sur la génération de phrases par règles syntaxiques.
Pullum est un défenseur des grammaires dites de structure de phrase monotones, comme celles développées dans la Cambridge Grammar of the English Language. Ces modèles se distinguent par une hiérarchie de constituants sans transformations syntaxiques intermédiaires, contrairement aux théories comme la grammaire transformationnelle-générative. La notation y explicite les fonctions syntaxiques telles que sujet, modificateur et complément.
Il conteste aussi l'hypothèse du déterminant (DP), fréquente en grammaire générative, qui postule que le déterminant est la tête du groupe nominal. Pour Pullum, cette hypothèse ne rend pas compte de certaines données empiriques, que l'on peut plutôt expliquer par une fusion de fonctions syntaxiques,.

### Critiques de Noam Chomsky
Pullum est un critique de longue date de Noam Chomsky, qu'il accuse de comportements anti-éthiques dans le domaine académique, notamment de plagiat et de malhonnêteté intellectuelle. Il rejette l'argument chomskyen de la pauvreté de l'apport, qu'il considère comme non étayé,.
Il critique par ailleurs le Programme minimaliste, qu'il qualifie de "répertoire d'allusions et de mots à la mode", et déclare que des concepts tels que la structure profonde ou la récursion n'ont apporté aucun résultat concret. Il juge également "excentrique" l'idée, défendue par Chomsky, selon laquelle le langage serait apparu à la suite d'une mutation génétique.

### Création de termes
Pullum est à l'origine ou à la popularisation de plusieurs néologismes dans le domaine de la linguistique descriptive et de l'analyse du discours. Parmi ceux-ci figurent :
- eggcorn : une erreur phonétique ou orthographique qui reste compréhensible, comme "old-timer's disease" à la place d'"Alzheimer's disease" ;
- snowclone : une construction phraséologique adaptable selon un modèle syntaxique connu (par exemple : "X est le nouveau Y");
- linguification : un procédé consistant à présenter comme linguistique un problème qui ne l'est pas forcément[23].

Ces termes, souvent introduits de manière humoristique ou critique dans ses publications ou via le blog Language Log, ont depuis été largement repris dans la communauté linguistique en ligne.

## Publications principales
Geoffrey Pullum est l'auteur ou le coauteur de nombreux ouvrages et articles influents en linguistique. Parmi ses publications majeures figurent :
- Pullum, Geoffrey K. (1977). « L'ordre des mots universels et les relations grammaticales », in Cole, P. & Sadock, J. M. (dir.), Syntaxe et sémantique, vol. 8, p. 249–277. DOI 10.1163/9789004368866_011.
- Derbyshire, Desmond C. & Pullum, Geoffrey K. (1979). « Langues à objet initial », Work Papers of the Summer Institute of Linguistics, University of North Dakota Session, vol. 23 (2). DOI 10.31356/silwp.vol23.02.
- Pullum, Geoffrey K. (1979). Interaction des règles et organisation d'une grammaire. New York : Garland.  (ISBN 0824096681).
- Gazdar, Gerald ; Klein, Ewan ; Pullum, Geoffrey K. ; Sag, Ivan A. (1985). Generalized Phrase Structure Grammar. Oxford : Basil Blackwell.  (ISBN 0-631-13206-6).
- Pullum, Geoffrey K. & Ladusaw, William A. (1986). Phonetic Symbol Guide. Chicago : University of Chicago Press.  (ISBN 0226685314) ; 2e éd. (1996)  (ISBN 0-226-68535-7).
- Pullum, Geoffrey K. (1991). The Great Eskimo Vocabulary Hoax and Other Irreverent Essays on the Study of Language. University of Chicago Press.  (ISBN 0-226-68534-9).
- Huddleston, Rodney D. & Pullum, Geoffrey K. (2002). The Cambridge Grammar of the English Language. Cambridge University Press.  (ISBN 0-521-43146-8).
- Huddleston, Rodney D. ; Pullum, Geoffrey K. ; Reynolds, Brett (2022). A Student's Introduction to English Grammar (2e éd.). Cambridge University Press.  (ISBN 978-1-009-08574-8).
- Liberman, Mark & Pullum, Geoffrey K. (2006). Far from the Madding Gerund and Other Dispatches from the Language Log. William, James & Company.  (ISBN 1-59028-055-5).
- Pullum, Geoffrey K. (2018). Linguistics: Why It Matters. Cambridge : Polity.  (ISBN 9781509530762).